# Tais-toi !
Tais-toi ! és una pel·lícula franco-italiana dirigida per Francis Veber, rodada el 2002 i estrenada el 2003.
Aquesta pel·lícula rep el patró, recurrent a Francis Veber, del "dur" gravat per una molèstia enganxosa, ja utilitzat en diverses pel·lícules: L'Emmerdeur (1973), La Chèvre (1981), Les Compères (1983), Les Fugitifs (1986), o fins i tot a Le Boulet, estrenada l'any anterior el 2002.
Aquesta és l'única pel·lícula francesa de Veber on l'heroi no porta el nom de Perrin o Pignon.

## Argument
Quentin de Montargis, un lladre maldestre i senzill, és detingut i acaba a la presó. Ruby, un criminal, buscat per la policia, és empresonat després de robar diners al seu antic cap Vogel. Vol venjar la mort de la dona que estimava i que Vogel, el seu marit, va matar.
A la presó, el criminal ja no parla amb ningú. En assabentar-se que en Quentin ha tornat bojos a diversos presos durant les últimes setmanes, el comissari Vernet veu això com una manera d'aconseguir que Ruby parli. Però Ruby intenta suïcidar-se, Quentin pensant que ha trobat un amic fa el mateix per trobar-lo a l'hospital, després el segueix fins al manicomi, on es posa en contacte amb un antic company de l'edifici, Martineau. A petició de Quentin, Martineau el fa escapar amb Ruby que es disposava a abandonar l'asil d'una manera més discreta. En Quentin i en Ruby es troben en pijama d'hospital al mig de la ciutat, amb els homes de Vogel perseguint-los. En Quentin ajuda a Ruby a escapar d'ells i a robar un cotxe, però malgrat això Ruby sospita que en Quentin treballa per al comissari Vernet. Ruby descobreix la veritable naturalesa de Quentin: un idiota certament, però algú molt entranyable i dotat de qualitats humanes reals. Després d'haver fet "intercanvis" de cotxes (no intencionats) amb els homes de Vogel (diverses cops colpejats pels nostres dos fugitius), mentre fugien de la policia i atacaven diversos transeünts, els dos homes es van trobar en un bistrot abandonat per passar la nit. Però no estan sols perquè un estranger sense papers hi ha trobat refugi. Durant la nit, En Quentin parla amb Ruby sobre el seu pla per començar un bistrot amb ell un cop acabi la història.
L'endemà, Ruby i Quentin aconsegueixen entrar a casa de Vogel. No obstant això, Vogel dispara a Ruby i, finalment, és Quentin qui mata a Vogel per protegir a Ruby. La policia arriba al lloc dels fets uns instants després.

## Repartiment

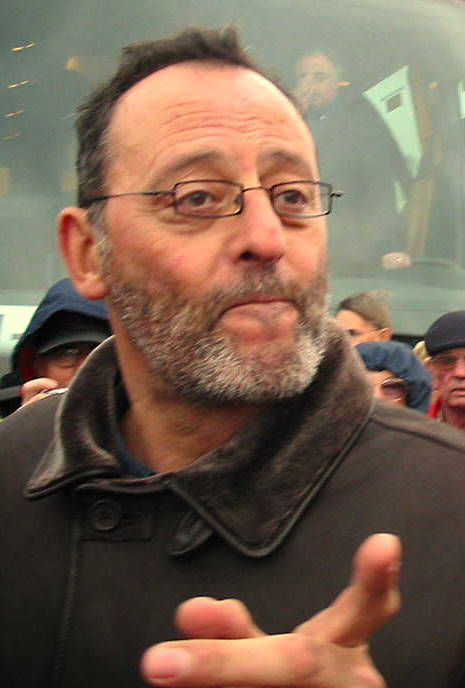
Jean Reno interpreta Ruby.

- Gérard Depardieu: Quentin “de Montargis”
- Jean Reno: Rubí "de Puteaux"
- Richard Berry: comissari Vernet
- André Dussollier: el psiquiatre de la presó
- Jean-Pierre Malo: Vogel
- Jean-Michel Noirey: Lambert
- Laurent Gamelon: Mauricet
- Aurélien Recoing: Rocco
- Vincent Moscato: Raffi
- Ticky Holgado: Martineau, operador de grua
- Michel Aumont: Nosberg, pacient internat, antic psiquiatre, dient al seu metge "estimat col·lega"
- Leonor Varela: Katia/Sandra
- Loïc Brabant: Leg
- Arnaud Cassand: Bourgoin
- Edgar Givry: Visinet
- Adrien Saint-Joré: l'adolescent Becca
- Johan Libéreau: adolescent Bryana Fletcher
- Guy Delamarche: Maximillian Lefevbre
- Rebecca Potok: Isabel Lefebvre
- Stéphane Boucher: el guàrdia de la presó
- Ludovic Berthillot: el presoner amb les mantegues petites
- Thierry Ashanti: Joseph, el detingut de les Índies Occidentals
- Pierre Rousselle: un agent de policia
- Michaël Troude: un agent de policia
- Norbert Haberlick: un agent de policia
- Antoine Blanquefort: un agent de policia
- Venzetta: el caixer del banc
- Dominique Parent: un empleat de l'oficina de canvi (Sean Robiard)
- Luq Hamet: un empleat de l'oficina de canvi (Matheu Lacroix)
- Gérard Renault: l'agent de policia superior
- Pétronille Moss: la infermera de l'hospital de la presó
- Guillaume de Tonquédec: intern de l'hospital de la presó
- Jean Dell: el radiòleg del psiquiàtric
- Stéphane Jacquot: la infermera del jardí del manicomi
- Philippe Brigaud: el pacient al jardí de l'asil
- Thierry Nenez: el consumidor del bistrot
- François Gamard: el propietari del bistrot
- Julien Cafaro: el conductor del cotxe amb el sostre trencat
- Valentin Merlet: un matón
- Romain Redler: un matón
- Armelle Deutsch: la noia amb el mòbil
- Alain Foures: el conductor d'Opel
- Arnaud Le Bozec: un agent de policia en una furgoneta sense senyalització
- Léon Clémence: l'inspector de policia
- Michel Caccia: el vell de l'hospital de la presó
- Luc Bernard: la infermera de la secretaria
- Fabrice Bousba: el policia en una furgoneta sense senyalització
- Patrick Médioni: un home de Vogel
- Gilles Conseil: un home de Vogel

## Producció
Fou rodada a París del 16 de setembre al 24 de desembre de 2002, principalment a rue de Grenelle,
Rue François-Ier, rue Paul-Bert i Cité Prost, al bosc de Vincennes, rue Boyer-Barret, rue de Prony o Place Émile-Goudeau...
L'escena on Gérard Depardieu i Jean Reno creuen una plaça per escapar de la policia es va filmar a Vincennes, la plaça Saint-Louis a l'oest de la ciutat.

## Taquilla
| Setmana                         | Entrades | Acumulat  |
| ------------------------------- | -------- | --------- |
| 22 al 28 d'octubre              | 738.467  | 738.467   |
| 29 d'octubre al 4 de novembre   | 900.106  | 1.638.573 |
| 5 al 11 de novembre             | 492.020  | 2.130.593 |
| 12 al 18 de novembre            | 326.370  | 2.456.963 |
| 19 al 25 de novembre            | 239.658  | 2.696.621 |
| 26 de novembre al 2 de desembre | 163.262  | 2.859.883 |
| 3 au 9 de desembre              | 79.227   | 2.939.110 |